# Stockbäcktjärnen, Jämtland
Stockbäcktjärnen är en sjö i Ragunda kommun i Jämtland och ingår i Ljungans huvudavrinningsområde.